# Hodja fra Pjort
 For alternative betydninger, se Hodja fra Pjort (flertydig). (Se også artikler, som begynder med Hodja fra Pjort)
Hodja fra Pjort er en børnebog af Ole Lund Kirkegaard fra 1970, der handler om drengen Hodja, der kommer ud på eventyr med et flyvende tæppe. Bogen blev filmatiseret i 1985. I 2016 blev den omsat til musical med tekst og musik af Sebastian.